# Coty Inc.
Coty Inc. là một công ty làm đẹp đa quốc gia của Mỹ được thành lập vào năm 1904 bởi François Coty. Với các công ty con của mình, công ty đã phát triển, sản xuất, tiếp thị và phân phối nước hoa, mỹ phẩm, dưỡng da, chăm sóc móng và cả sản phẩm chăm sóc tóc chuyên nghiệp lẫn bán lẻ. Coty sở hữu khoảng 77 thương hiệu tính đến năm 2018.

## Tổng quan về công ty
Coty là một trong những công ty mỹ phẩm lớn nhất thế giới và là công ty nước hoa lớn nhất, với hơn 9 tỷ đô la doanh thu cho năm tài chính kết thúc vào tháng 6 năm 2018. Coty đã mua lại 41 thương hiệu làm đẹp từ Procter & Gamble vào năm 2016, trở thành công ty dẫn đầu toàn cầu về nước hoa, công ty lớn thứ hai về sản phẩm tạo kiểu và nhuộm tóc, và là công ty lớn thứ ba về mỹ phẩm màu. Công ty hoạt động ở ba bộ phận: Làm Đẹp đại chúng, tập trung vào chăm sóc cơ thể, mỹ phẩm tạo màu, nước hoa và các sản phẩm tạo kiểu và nhuộm tóc; Xa xỉ phẩm, dành cho mỹ phẩm xa xỉ, nước hoa và dưỡng da; Làm đẹp Chuyên nghiệp, nơi cung cấp dịch vụ làm đẹp và làm móng. Sứ mệnh của Coty là "tôn vinh và giải phóng sự đa dạng của sắc đẹp".
Công ty có khoảng 20.000 nhân viên toàn thời gian tại 46 quốc gia, tính đến giữa năm 2018.   Các văn phòng điều hành của Coty được đặt tại London. Các bộ phận Làm đẹp đại chúng, Xa xỉ phẩm và Làm đẹp Chuyên nghiệp lần lượt có trụ sở chính tại Thành phố New York, Paris và Geneva.  Peter Harf là chủ tịch của Coty. Pierre Laubies là Giám đốc điều hành của Coty, nhưng vào ngày 1 tháng 6 năm 2020, ông được thay thế bởi Harf. Pierre-André Terisse được bổ nhiệm làm giám đốc tài chính vào tháng 1 năm 2019. Vào tháng 7 năm 2020, có thông báo rằng Sue Youcef Nabi sẽ trở thành giám đốc điều hành mới của công ty. Nabi, người trước đây từng là giám đốc điều hành của L'Oréal, dự kiến sẽ tiếp quản vị trí này vào tháng 9 cùng năm.
JAB Holding Company là cổ đông lớn nhất của Coty, với 60% cổ phần. Tính đến tháng 9 năm 2020, cổ phiếu của Coty là thành phần S&P 500 nhỏ nhất tính theo vốn hóa thị trường.

### Ban giám đốc
Kể từ tháng 10 năm 2020:
- Sue Y. Nabi, Giám đốc điều hành của Coty,
- Sabine Chalmers, cựu giám đốc điều hành Anheuser-Busch
- Olivier Goudet, Giám đốc điều hành của JAB
- Erhard Schoewel, cựu giám đốc điều hành Reckitt Benckiser
- Robert Singer, cựu Giám đốc điều hành của Barilla
- Paul Michaels, cựu chủ tịch của Mars, Incorporated
- Joachim Creus, giám đốc điều hành JAB
- Beatrice Ballini, cựu giám đốc Goldman Sachs
- Isabelle Parize, Giám đốc điều hành của Delsey
- Justine Tan, giám đốc điều hành JAB
- Johannes Huth, giám đốc điều hành KKR
- Nancy Ford, giám đốc điều hành KKR

## Thương hiệu và sản phẩm
Coty sở hữu khoảng 77 thương hiệu, tính đến năm 2018 và có quan hệ đối tác với nhiều thương hiệu khác, bao gồm:
- Alexander McQueen[19]
- Balenciaga[20][21]
- Bottega Veneta[22]
- Bourjois[23]
- Bruno Banani[19]
- Burberry Beauty[24]
- Calvin Klein
- Chloé[18]
- Clairol[25]
- David Beckham
- Davidoff
- Dolce & Gabbana
- Escada[19]
- Good Hair Day (ghd)[26]
- Hugo Boss[19]
- James Bond (007 James Bond)[19]
- Jil Sander[27]
- JOOP!
- Kylie Cosmetics (51%)
- KKW Beauty (20%)[28]
- Lacoste (fragrances)[19]
- Marc Jacobs[29]
- Max Factor[29]
- Mexx[19]
- Miu Miu[30]
- OPI Products[31]
- philosophy
- Rimmel[31]
- Roberto Cavalli[32]
- Sally Hansen[33]
- Stella McCartney[19]
- Wella[25]

Coty đã khai trương lại thương hiệu CoverGirl và Clairol, bao gồm sản phẩm nhuộm tóc Nice 'n Easy, lần lượt vào cuối 2017 và đầu 2018. Tái khai trương gồm có thông điệp mới và phát triển sản phẩm, với trọng tâm là sự đa dạng. Công ty cũng đã tái khai trương Max Factor vào năm 2018.

## Lịch sử

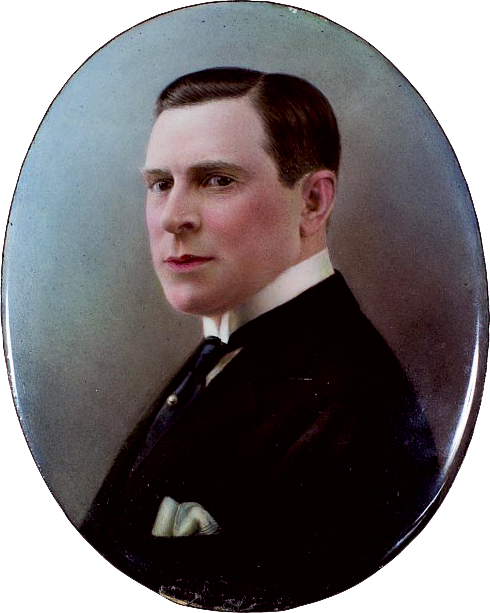
François Coty năm 1926

### Những năm 1900 – 1920
Coty được François Coty thành lập tại Paris vào năm 1904. Loại nước hoa đầu tiên của thương hiệu, La Rose Jacqueminot, được ra mắt cùng năm và đóng gói trong chai do Baccarat thiết kế. L'Origan được khai trương vào 1905; theo The Week, loại nước hoa này "khởi đầu một xu hướng rộng khắp Paris" và là ví dụ đầu tiên về "một loại nước hoa tốt nhưng giá cả phải chăng sẽ thu hút cả tầng lớp thượng lưu và những người bình dân hơn, thay đổi cách bán nước hoa mãi mãi". Sau những thành công ban đầu, Coty đã có thể mở cửa hàng đầu tiên vào năm 1908 tại Paris ờ Quảng trường Vendôme. Ngay sau đó, Coty bắt đầu hợp tác với nhà thiết kế thủy tinh người Pháp René Lalique để tạo ra những chai nước hoa đặt hàng, nhãn mác và chất liệu đóng gói khác, đưa ra xu hướng mới trong bao bì nước hoa đại trà. Coty cũng thành lập "Thành phố nước hoa" ở ngoại ô Paris vào đầu những năm 1910 để quản lý hành chính và sản xuất nước hoa. Nơi đây là một trong những doanh nghiệp hỗ trợ ban đầu cho các nhân viên nữ và cung cấp các quyền lợi bao gồm cả chăm sóc trẻ em.
Công ty bắt đầu mở rộng thị trường toàn cầu vào đầu thập niên 1910, đầu tiên ở London và New York. Coty thành lập trụ sở chính ở Hoa Kỳ tại 714 Đại lộ 5 ở Thành phố New York, ủy quyền cho Lalique thiết kế các tấm kính ép lắp đặt cửa sổ mặt tiền tòa nhà vào năm 1912. Coty vẫn đặt trụ sở chính trong tòa nhà cho đến năm 1941. Công trình này sau đó đã được Ủy ban Bảo tồn Địa danh Thành phố New York công nhận là một danh lam trong thập niên 1980 do các cửa sổ đặc trưng. Coty bắt đầu bán các sản phẩm làm đẹp khác bao gồm cả phấn phủ và phấn cơ thể những năm 1910. Tung ra một trong những loại nước hoa thành công nhất, Chypre, năm 1917. Sản phẩm của công ty đã được chú ý nhiều hơn tại Hoa Kỳ khi binh sĩ trong Thế chiến I bắt đầu trở về từ Pháp mang theo quà tặng cho người thân yêu của họ. Xuyên suốt thập niên 1920, Coty đã tung ra hơn 15 loại nước hoa mới và mở rộng sang Đức, Ý, Tây Ban Nha và Thụy Sĩ. Coty, Inc. được thành lập tại New York vào năm 1922 và trở thành công ty đại chúng vào năm 1925.

### Những năm 1930 – 1990
François Coty mất năm 1934; gia đình ông duy trì quyền kiểm soát công ty và là thành viên hội đồng quản trị cho đến những năm 1960.
Phấn phủ Coty's Air Spun được ra mắt vào năm 1935. Loại phấn này được Real Simple mô tả là một trong những "sản phẩm làm đẹp tốt nhất mọi thời đại" và duy trì hầu như không thay đổi.
Thập niên 1940, Coty đã trở thành nhà đóng góp lớn cho ngành công nghiệp thời trang đang phát triển tại Hoa Kỳ, đề ra giải thưởng Phê bình Thời trang Mỹ của Coty để công nhận và quảng bá các nhà thiết kế thời trang mới nổi của Mỹ. Coty ngừng tham gia vào năm 1985.
Coty trở thành công ty chủ chốt trên thị trường son môi Mỹ với màn chào hàng sản phẩm 'Coty 24' năm 1955. Đến thập niên 1960, Coty đã trở thành nhà sản xuất, tiếp thị nước hoa hàng đầu và là công ty nước hoa lớn nhất ở Mỹ. Coty thu hút sự chú ý của Pfizer, hãng đã mua lại công ty vào năm 1963.
Năm 1991, công ty có doanh thu hàng năm khoảng 280 triệu đô la. Pfizer đã bán Coty cho Joh. A. Benckiser (nay là JAB Holding Company) vào năm 1992. Coty là chiến lược phù hợp cho Benckiser, nó đã có một công ty con làm đẹp khác, cũng như một mạng lưới phân phối quốc tế mà qua đó có thể tiếp thị sản phẩm của Coty. Nước hoa Coty vào thời điểm đó bao gồm Emeraude, Exclamation, L'Effleur, Preferred Stock, Sand & Sable, Tribe và Wild Musk. Peter Harf, Chủ tịch kiêm Giám đốc điều hành của JAB từ năm 1988, được bổ nhiệm là Giám đốc điều hành Coty năm 1993. Coty mua lại các thương hiệu mỹ phẩm châu Âu từ Unilever, gồm cả Rimmel, năm 1996.

### Những năm 2000
Giữa thập niên 2000, công ty tập trung tiếp thị các loại nước hoa phối hợp với người nổi tiếng, gồm có David Beckham, Céline Dion, Jennifer Lopez, Mary-Kate và Ashley Olsen, Sarah Jessica Parker và Shania Twain. Coty cũng mở rộng danh mục nước hoa xa xỉ. Công ty đã mua giấy phép nước hoa cho nhà thiết kế thời trang Marc Jacobs năm 2003. Doanh thu công ty đã tăng từ 1,9 tỷ đô la lên 2,1 tỷ đô la trong giai đoạn 2004–2005.
Năm 2005, Coty đã mua thêm giấy phép cho Calvin Klein, Cerruti, Chloé, Lagerfeld và Vera Wang từ Unilever. Những thương vụ mua lại mới nhất này, cùng với giấy phép danh mục đầu tư hiện có bao gồm Adidas, Davidoff và JOOP!, đưa Coty trở thành nhà sản xuất nước hoa lớn nhất toàn cầu.
Coty mua lại công ty mẹ của Del Laboratories, DLI Holding Corp., năm 2007, bổ sung thương hiệu Sally Hansen và NYC New York Color vào danh mục đầu tư của Coty. Công ty đã ký kết các thỏa thuận cấp phép với Balenciaga năm 2008 và Bottega Veneta năm 2009.

### Những năm 2010
Năm 2010, Coty mua hãng sản xuất sơn móng OPI Products, cũng như thương hiệu chăm sóc da philosophy từ Tập đoàn Carlyle. Công ty cũng đã ký hợp đồng cấp phép với Miu Miu, một công ty con của Prada.
Coty chào bán ra công chúng vào tháng 6 năm 2012 và huy động được khoảng 1 tỷ đô la trong đợt phát hành cổ phiếu lần đầu ra công chúng (IPO) một năm sau đó. IPO, tổ chức năm 2013, là lớn thứ ba ở Mỹ vào thời điểm đó và là lớn nhất của một công ty sản xuất hàng dân dụng kể từ Michael Kors. CNNMoney mô tả đợt chào bán là "đợt IPO lớn nhất được niêm yết tại Mỹ cho một công ty sản phẩm tiêu dùng". Coty mua lại Bourjois vào năm 2014.
Trong thời gian 2015–2016, Coty mua lại 41 thương hiệu làm đẹp từ Procter & Gamble (gọi chung là Galleria), gồm có Clairol, CoverGirl, Gucci, Hugo Boss, Max Factor và Wella. Thỏa thuận được hoàn thành theo luật Reverse Morris Trust, đưa Coty trở thành nhà bán mỹ phẩm lớn thứ ba toàn cầu. Coty cũng mua lại công ty công nghệ tiếp thị kỹ thuật số Beamly vào năm 2015.
Công ty đã ký hợp đồng cấp phép với Tiffany & Co. năm 2016. Giai đoạn 2016–2017, Coty mua lại công ty kinh doanh chăm sóc cá nhân và sắc đẹp Hypermarcas' (nay được gọi là Hypera Pharma) và trở thành cổ đông chính của công ty làm đẹp kỹ thuật số tiếp thị ngang hàng Younique. Younique có khoảng 80.000 người bán khi Coty mua 60% cổ phần vào tháng 1 - 2017 và vượt qua 230.000 người bán vào tháng 12. Coty thông báo cắt quan hệ với Younique vào tháng 8 năm 2019, cho rằng Younique "chắc chắn khác biệt" với doanh nghiệp khác do Coty sở hữu và dự định bán lại 60% cổ phần của Younique cho người sáng lập.
Coty đã mua lại giấy phép thương hiệu nước hoa và mỹ phẩm của Burberry vào tháng 4 năm 2017. Tháng 7, Coty bổ sung thương hiệu chăm sóc da philosophy vào Tmall và ra mắt các thương hiệu khác trên nền tảng này.
Tháng 12 - 2017, Tòa án Công lý Liên minh châu Âu đã ra phán quyết rằng Coty không vi phạm luật cạnh tranh bằng cách cấm nhà phân phối người Đức Parfümerie Akzente bán sản phẩm qua Amazon và các thương hiệu cao cấp được phép cấm nhà phân phối bán qua nền tảng của bên thứ ba. Trước đó, theo Ủy ban Tư pháp Hạ viện Hoa Kỳ, Coty đã ủng hộ Đạo luật Ngừng vi phạm bản quyền trực tuyến, một dự luật được đưa ra nhằm mở rộng khả năng của cơ quan thực thi pháp luật Hoa Kỳ trong việc chống vi phạm bản quyền và buôn bán hàng giả, cuối năm 2011.
Coty phát triển "Hãy sẵn sàng" cho Amazon Echo Show, một phần của dòng sản phẩm Amazon Echo và được thiết kế xung quanh trợ lý ảo Alexa của Amazon. Chỉ dẫn này ra mắt vào đầu năm 2018 và giới thiệu diện mạo cùng sản phẩm đến người dùng, có thể thêm vào giỏ hàng. Tháng 2, Coty đã tạo ra một công cụ tăng tốc khởi nghiệp tập trung vào trí tuệ nhân tạo.
Công ty đã tiến hành tái cấp vốn cho các khoản nợ, bao gồm cả khoản nợ liên quan đến Galleria, tháng 3 - 2018.
Tháng 11-2019, Coty thông báo mua cổ phần trị giá 600 triệu đô la từ Kylie Cosmetics, công ty của người mẫu kiêm nghệ sĩ truyền thông Kylie Jenner. Tháng 6 - 2020, công ty thông báo sẽ mua 20% cổ phần với giá 200 triệu đô la trong KKW, một công ty thuộc sở hữu của chị gái Jenner là Kim Kardashian West.

## Thực tiễn môi trường và nguyên nhân xã hội
Coty và các thương hiệu đề ra cam kết vì một loạt nguyên nhân xã hội cũng như tìm cách giảm thiểu tác động đến môi trường. Công ty đã hợp tác lâu dài với nhóm vận động quốc tế Global Citizen để giải quyết định kiến và phân biệt đối xử dựa trên giới tính, khuynh hướng tình dục, khuyết tật hoặc dân tộc và thúc đẩy thể hiện bản thân. Coty cũng đã cùng các công ty làm đẹp khác khởi động Sáng kiến Làm đẹp Trách nhiệm nhằm khuyến khích tính bền vững trong ngành. Coty đã ký Hiệp ước Toàn cầu của Liên hợp quốc, một sáng kiến của Liên hợp quốc nhằm khuyến khích các doanh nghiệp áp dụng chính sách bền vững và có trách nhiệm với xã hội. Vào năm 2017, Arya Gupta, Giám đốc Mua sắm của Coty's Global Chemicals & Innovation, cho biết điều này "sẽ tăng cường nỗ lực của các thành viên nhằm thúc đẩy tính bền vững trong chuỗi cung ứng của họ, đồng thời đảm bảo rằng các nhà cung cấp trong ngành sẽ hoạt động kinh doanh phù hợp với đạo đức, xã hội và môi trường." Ông cũng cho biết công ty đã trở thành thành viên thuộc Hội nghị bàn tròn về Dầu cọ bền vững (RSPO). "Một cột mốc rất quan trọng đối với việc tìm nguồn cung ứng nguyên liệu trách nhiệm." 

## Xếp hạng
Coty xếp thứ 371 trong Fortune 500, danh sách thường niên của tạp chí Fortune về các tập đoàn lớn nhất Hoa Kỳ tính theo tổng doanh thu, vào năm 2018. Công ty xếp thứ 5 trong danh sách "Top 100" năm 2017 của Women's Wear Daily dành cho nhà sản xuất mỹ phẩm lớn nhất thế giới, ước tính doanh thu 9,15 tỷ USD. Theo Advertising Age, Coty là một trong những doanh nghiệp quảng cáo toàn cầu lớn nhất năm 2017. Năm 2018, Coty xếp thứ 1.196 trên Forbes Global 2000, bảng xếp hạng hàng năm về 2.000 công ty đại chúng hàng đầu thế giới do tạp chí Forbes bình chọn. Ngoài ra, Coty còn xếp thứ 396 trong danh sách "Công ty đại chúng lớn nhất nước Mỹ" năm 2018 của Forbes.